# Sticky Mafia
권기백과 비프리의 프로젝트성 그룹이다.

## 개요
Sticky Mafia 의 첫번째 작품인 'Christmas Vol.1' 앨범의 마지막 트랙에서 비프리는 매년 크리스마스에 낼 것이라고 했지만, 권기백의 2021년 12월 22일 인스타그램 스토리에 의하면 비프리와 권기백이 둘 다 개인 앨범으로 바빠서 Vol.2 는 발매되지 않는다고 밝혔다. 그래도 권기백의 인스타에서 내년에는 Sticky Mafia 로 뭉칠 것이라고 한다.

## 여담
- Vol.1 의 경우 2020년 12월 25일에 사운드클라우드에 무료 공개가 된 후, 2021년 1월 5일 음원사이트에 발매되었다.

- Vol.2 의 경우 크리스마스 이브에 열릴 뉴웨이브 공연 예매자들에게 2022년 12월 9일에 선공개한 후 2022년 12월 17일에 유튜브 및 음원사이트에 발매되었다.